# Mức chì trong máu
Mức chì trong máu, là thước đo lượng chì trong máu. Chì là một kim loại nặng độc hại và có thể gây tổn thương thần kinh, đặc biệt là ở trẻ em, ở bất kỳ mức độ nào có thể phát hiện được. Nồng độ chì cao gây giảm tổng hợp vitamin D và huyết sắc tố cũng như thiếu máu, rối loạn hệ thần kinh trung ương cấp tính và có thể tử vong.
Các phép đo mức chì trong máu của con người tiền công nghiệp được ước tính là 0,016 Daog / dL, và mức này tăng lên rõ rệt sau hậu quả của cuộc cách mạng công nghiệp. Vào cuối thế kỷ 20, các phép đo BLL từ các quần thể người ở xa dao động trong khoảng từ 0,8 đến 3,2.gg / dL. Trẻ em trong các quần thể liền kề với các trung tâm công nghiệp ở các nước đang phát triển thường có số đo BLL trung bình trên 25 trậng / dL. Hiện tại không có mức độ chì trong máu của trẻ em được cho là an toàn, nhưng Trung tâm kiểm soát và phòng ngừa dịch bệnh Hoa Kỳ (CDC) xác định 10 μg / dL là mức độ đáng lo ngại trước năm 2012 và kể từ năm 2012 đã xác định 5 g / dL như một lượng chì sẽ thúc đẩy điều tra y tế thêm. Khoảng 1 trong 40 trẻ em Mỹ có ít nhất lượng chì này trong máu.

## Đo lường
Đo mức độ chì trong máu của một người đòi hỏi phải lấy mẫu máu, có thể được thực hiện bằng theo dõi đường huyết trong tay (fingerstick) hoặc rút máu.
Lượng chì tìm thấy trong mẫu máu có thể được đo bằng microgam chì trên mỗi deciliter máu (g / dL) đặc biệt là ở Hoa Kỳ; 5 Lễ hội / dL tương đương với 0,24 µmol/L (micromol).

## Không có mức an toàn
Trung tâm kiểm soát và phòng ngừa dịch bệnh (CDC) đã thay đổi quan điểm về mức độ chì trong máu vào năm 2012 because of "a growing body of studies concluding that blood lead levels (BLLs) lower than 10 μg/dL harm children" với các hiệu ứng "không thể đảo ngược" và "vì không xác định được mức độ chì trong máu an toàn ở trẻ em, nên không thể sử dụng mức độ quan tâm của chì trong máu để xác định các cá nhân cần can thiệp". Chính sách mới là nhằm mục đích giảm mức chì trong máu trung bình ở trẻ em Mỹ xuống mức thấp nhất có thể.
CDC hiện công bố mức độ chì trong máu "tham chiếu" mà họ hy vọng có thể giảm trong những năm tới. Giá trị tham chiếu là "dựa trên tỷ lệ phần trăm 97,5 của phân phối BLL ở trẻ em 1 già5 tuổi ở Hoa Kỳ". Hiện tại là 5 dg / dL. Theo CDC, vào năm 2012, "khoảng 450.000 trẻ em ở Hoa Kỳ có BLL cao hơn giá trị tham chiếu này". Có hơn 24 triệu trẻ em Mỹ dưới 6 tuổi vào năm 2014. Nếu 2,5% được cho là có mức chì trong máu cao hơn lượng tham chiếu, thì đã có khoảng 600.000 trẻ em Mỹ có mức độ chì trong máu tăng trong năm 2014. Đây không phải là cấp độ được CDC coi là "an toàn". Mức tham chiếu được thiết kế để được sử dụng như một công cụ chính sách. Cha mẹ, bác sĩ lâm sàng, cộng đồng, chính quyền tiểu bang và liên bang và các nhà lãnh đạo chính trị dự kiến sẽ theo dõi mức độ xét nghiệm chì trong máu, nhận thấy rằng trẻ em kiểm tra cao hơn mức tham chiếu đang kiểm tra cao hơn 97,5% của tất cả trẻ em Hoa Kỳ. CDC hy vọng hành động sẽ được thực hiện khi mức độ kiểm tra được tìm thấy vượt quá tham chiếu. Khi nồng độ chì trong máu giảm dần để đáp ứng với hành động đó, tài liệu tham khảo cũng sẽ giảm. CDC sẽ tính toán lại một tài liệu tham khảo mới cứ sau bốn năm.

## Sách tham khảo
- Bellinger D.C.; Bellinger A.M. (2006). “Childhood Lead Poisoning: The Torturous Path from Science to Policy”. Journal of Clinical Investigation. 116 (4): 853–857. doi:10.1172/JCI28232. PMC 1421365.
- Committee on Measuring Lead in Critical Populations, NRC, "Measuring Lead Exposure in Infants, Children, and Other Sensitive Populations (1993)."
- Gilbert S.G.; Weiss B. (2006). “A rationale for lowering the blood lead action level from 10 to 2 μg/dL”. Neurotoxicology. 27 (5): 693–701. doi:10.1016/j.neuro.2006.06.008. PMC 2212280. PMID 16889836.
- Kosnett MJ, Wedeen RP, Rothenberg SJ, Hipkins KL, Materna BL, Schwartz BS,  và đồng nghiệp (2007). “Recommendations for Medical Management of Adult Lead Exposure”. Environ Health Perspect. 115: 463–471. doi:10.1289/ehp.9784. PMC 1849937. PMID 17431500.
- Shurke, Judy. "Adult Blood Lead Levels Lưu trữ ngày 18 tháng 7 năm 2011 tại Wayback Machine." SHARP. Washington State Department of Labor, 2010. Web. 14 Nov. 2010.
- Voorhis, Nancy. "Lead-Elevated Blood Lead Levels in Children Lưu trữ ngày 3 tháng 6 năm 2013 tại Wayback Machine." Virginia Department of Health. 14 Jan. 2008. Web. 14 Nov. 2010.